# Alexanderparakit
Alexanderparakit (latin: Psittacula krameri) er en selskabelig papegøje, der er hjemmehørende i et meget stort område af de tropiske dele af Afrika og Asien. Den er desuden almindeligt anvendt som kæledyr og har spredt sig til især storbyer i andre dele af verden.

## Underarter
Der findes fire underarter af alexanderparakitten:
- Afrikanske underarter: 
  - P. k. krameri: vestlige Afrika i Guinea, Senegal, og det sydlige Mauritanien, mod øst til det vestlige Uganda og sydlige Sudan.I Egypten ynglende i Nil-dalen og Giza. Den begyndte at yngle i Israel i 1980'erne og betragtes her som en invasiv art.
  - P. k. parvirostris: nordvestlige Somalia, mod vest gennem det nordlige Ethiopien til Sudan.
- Asiatiske underarter:
  - P. k. manillensis stammer oprindeligt fra den sydlige del af det Indiske subkontinent og har forvildede og naturaliserede populationer i hele verden, fx i Australien, Storbritannien (især omkring London), USA og andre lande.
  - P. k. borealis er udbredt i Bangladesh, Pakistan, nordlige Indien og Nepal til det centrale Burma; indførte bestande findes over hele verden.